# Rosa Fung Pineda
Rosa Fung Pineda, Dra. (n. Casma, Áncash, 1932), es una arqueóloga e investigadora peruana. Ha realizado importantes estudios sobre el pasado prehispánico del Perú. Es profesora emérita de la Universidad de San Marcos.

## Biografía
Hija de Santiago Fung y Victoria Pineda, vivió sus primeros años en su pueblo natal. Al trasladarse a Lima, prosiguió sus estudios escolares en el Lima High School -actual Colegio María Alvarado- (1948-1952), y en la G.U.E. Mercedes Cabello de Carbonera (1953-1954). Luego ingresó a la Universidad Nacional Mayor de San Marcos donde siguió la especialidad de Etnología y Arqueología (1955-1958), al mismo tiempo que ejercitaba como asistente de investigaciones en Antropología (1955-1958). Participó en trabajos de campo con María Reiche (1950-1952 y 1956) y con Seichi Izumi y la primera expedición japonesas de la Universidad de Tokio (1958). Se recibió de bachiller en 1963 y de doctora en 1967. Siguió enseguida estudios de postgrado en la Universidad de Arizona (1968-1969).
En 1964 inició su carrera docente como profesora de Arqueología en San Marcos. Fue también directora del Museo de Arqueología y Etnología de dicha Universidad (1973-1978), coordinadora del Programa de Arqueología (1981-1984), directora de la unidad de postgrado de la Facultad de Ciencias Sociales (1985-1986) y docente en la Escuela de Graduados de la Pontificia Universidad Católica del Perú. En 1999 fue nombrada profesora emérita de la Universidad de San Marcos.
Realizó diversas exploraciones de los cuales ha hecho informes y estudios insertos en publicaciones especializadas. Entre sus investigaciones destaca su estudio sobre Las Haldas, centro ceremonial del período precerámico ubicado al norte del Perú, y la profundización de los estudios de la llamada fortaleza de Chankillo, situada cerca de Casma.

## Publicaciones principales
- Informe preliminar de las excavaciones efectuadas en el abrigo rocoso Nº 1 de Tschopik (1959).
- Huaral: inventario de una tumba saqueada (1960).
- La Arqueología, ciencia histórica. Un ensayo crítico de los métodos y las teorías en la Arqueología peruana (tesis de bachillerato, 1963, editada en 1965).
- Las Haldas: su ubicación dentro del proceso histórico del Perú antiguo (tesis doctoral, 1967, editada en 1972).
- Los antiguos pobladores del Perú: nuevos hallazgos arqueológicos (1968).
- Nuevos datos para el período de cerámica inicial en el valle de Casma (1972).
- Excavaciones en Pacopampa. Cajamarca (1972).
- El taller lítico de Chivateros. Valle de Chillón (1972).
- Chankillo (1973).
- Análisis tecnológico de encajes del antiguo Perú: período Tardío (1974).
- Estudio técnico científico del departamento textil del Museo Nacional de Antropología y Arqueología (3 vols., 1982-1983).